# HD73901
HD73901 — хімічно пекулярна зоря спектрального класу A2, що має видиму зоряну величину в смузі V приблизно  7,2.
Вона  розташована на відстані близько 439,6 світлових років від Сонця.